# 조지아 항공의 운항 노선
2016년 12월 기준, 조지아 항공의 운항 노선은 다음과 같다.

## 운항 노선

### 아시아

#### 서남아시아
- 이란
  - 테헤란 - 테헤란 이맘 호메이니 국제공항
  - 마슈하드 - 마슈하드 국제공항
  - 아바즈 - 아바즈 국제공항
- 이스라엘
  - 텔아비브 - 벤구리온 국제공항

### 유럽

#### 서유럽
- 네덜란드
  - 암스테르담 - 암스테르담 스키폴 국제공항

#### 중유럽
- 오스트리아
  - 빈 - 빈 국제공항

#### 동유럽
- 조지아
  - 트빌리시 - 트빌리시 국제공항 허브
  - 바투미 - 바투미 국제공항 포커스 시티
- 러시아
  - 모스크바 - 브누코보 국제공항
  - 상트페테르부르크 - 풀코보 국제공항
- 아르메니아
  - 예레반 - 츠바르트노츠 국제공항

## 단항 노선

### 아시아

#### 서남아시아
- 사우디아라비아
  - 담맘 - 킹 파드 국제공항
- 아랍에미리트
  - 두바이 - 두바이 국제공항
- 이라크
  - 바그다드 - 바그다드 국제공항
  - 술라이마니야 - 술라이마니야 국제공항
  - 에르빌 - 에르빌 국제공항

### 아프리카
- 이집트
  - 샤름엘셰이크 - 샤름엘셰이크 국제공항
  - 후르가다 - 후르가다 국제공항

### 유럽

#### 서유럽
- 프랑스
  - 파리 - 샤를 드 골 국제공항
- 독일
  - 프랑크푸르트 - 프랑크푸르트 국제공항

#### 남유럽
- 튀르키예
  - 안탈리아 - 안탈리아 공항

#### 동유럽
- 조지아
  - 쿠타이시 - 쿠타이시 국제공항
- 러시아
  - 모스크바 - 도모데도보 국제공항
  - 노보시비르스크 - 톨마쵸보 국제공항
  - 로스토프나도누 - 로스토프나도누 국제공항
  - 사마라 - 코로무쉬 국제공항
  - 소치 - 소치 국제공항
  - 블라디캅카스 - 벨라산 공항
- 우크라이나
  - 키예프 - 보리스필 국제공항
  - 키예프 - 줄랴니 국제공항
  - 오데사 - 오데사 국제공항